# Береника III
Береника III (грч. Βερενίκη Γ', 120—80. п. н. е.), или Клеопатра Береника, била је владарка хеленистичког Египта из династије Птолемејида.
Била је ћерка Птолемеја IX Латира и Клеопатре Селене I. Удала се 101. за свог стрица Птолемеја X Александра I који је протерао њеног оца и убио своју мајку и њену баку Клеопатру III. У периоду од 101. до 88. године п. н. е. Береника је вероватно била савладарка свог супруга. Међутим, њен отац је повратио престо 88. године, а након његове смрти 81. године п. н. е. Береника III је постала самостална владарка. Био је то први случај још од краљице Твосрет која је владала самостално од 1191. до 1190. године п. н. е. самосталне владавине једне жене у Египту. Ипак, и поред наклоности житеља Александрије, Береника је 80. године п. н. е. под притиском римске дипломатије морала да се уда за свог пасторка Птолемеја XI Александра II. Птолемеј XI Александар II је 19 дана после свадбе наредио убиство Беренике III што је изазвало побуну у Александрији у којој је страдао и сам краљ.